# День зовнішньої розвідки України
День зовнішньої розвідки України — свято, що відзначається в Україні 24 січня.

## Історія
День установлений 22 листопада 2018 року Президентом України Петром Порошенком ураховуючи значний внесок співробітників розвідувальних органів України у справу забезпечення захисту національних інтересів України від зовнішніх загроз, а також життя, здоров'я її громадян та об'єктів державної власності за межами України, зміцнення обороноздатності держави, з метою відродження національної розвідувальної ідентичності та започаткування сучасних традицій вшанування звитяг зовнішньої розвідки України.